# Manazuru (Kanagawa)
Manazuru (真鶴町 Manazuru-machi?) es un pueblo en la prefectura de Kanagawa, Japón, localizado en el centro-este de la isla de Honshū, en la región de Kantō. Tenía una población estimada de 6724 habitantes el 1 de septiembre de 2020 y una densidad de población de 954 personas por km².

## Geografía
Manazuru está localizado en el extremo suroeste de la prefectura de Kanagawa, en una pequeña península en la bahía de Sagami, al sureste del monte Hakone. Limita con la ciudad de Odawara y con el pueblo de Yugawara.

## Historia
Al igual que con el resto del distrito de Ashigarashimo, el área que ahora comprende el moderno Manazuru era parte de la provincia de Sagami bajo el control del clan Hōjō en el período Sengoku, y parte del dominio Odawara durante el período Edo. Durante este tiempo, era conocido por sus piedras de alta calidad para la construcción. Después de la restauración Meiji, Manazuru se estableció como villa en 1889 y el 1 de octubre de 1927 fue elevada a categoría de pueblo. El 30 de septiembre de 1956 se fusionó con la vecina villa de Iwa. Una propuesta para fusionar Manazuru con la vecina Yugawara fue rechazada abrumadoramente por un referéndum ciudadano en 2005.

## Demografía
Según los datos del censo japonés, la población de Manazuru ha disminuido en los últimos 40 años.
| Gráfica de evolución demográfica de Manazuru entre 1940 y 2015 |
|                                                                |
| Oficina de Estadística de Japón                                |